# Ducat d'Ístria
El ducat d'Ístria (Duche de l'Istrie) fou un títol del regne napoleònic d'Itàlia concedit per Napoleó al seu mariscal Jean Baptiste Bessières (1768-1813) el 1808. Com honor poc habitual Napoleó el va concedir amb rang hereditari. El territori d'Ístria fou perdut per França el 1813.
El títol va passar al seu fill gran, Napoleó Bessières (1802-1856), que fou després fet par de França pel rei Lluís XVIII. Bertrand Bessières (1773-1854), baró de Bessières, va morir abans que el pare.
El títol es va extingir el 1856.